# Nissan Stadium
Nissan Stadium (tidligere kendt som Adelphia Coliseum, The Coliseum, LP Field) er et stadion i Nashville i Tennessee, USA, der er hjemmebane for NFL-klubben Tennessee Titans. Stadionet har plads til 68.798 tilskuere. Det blev indviet 27. august 1999, hvor det erstattede det gamle Vanderbilt Stadium, der havde været Titans hjemmebane den første sæson siden holdet kom til fra Houston. 